# 建部政周
建部 政周（たけべ まさちか）は、江戸時代中期の大名。播磨国林田藩の第4代藩主。官位は従五位下・丹波守。

## 略歴
第3代藩主・建部政宇の次男として誕生した。幼名は庄九郎。通称は又右衛門、主計。
はじめ、建部光成の養嗣子となり、その養女と結婚した。しかし元禄16年（1703年）2月29日に兄の政辰が病弱により廃嫡されたため、本家に戻って世子となる。正徳5年（1715年）、父の死去により跡を継いだ。享保17年（1732年）9月23日、長男の政民に家督を譲って隠居し、勝隠と号した。
宝暦7年（1757年）11月20日、84歳で死去した。墓所は京都市北区紫野の大徳寺芳春院。

## 系譜
- 父：建部政宇（1647年 - 1715年）
- 母：不詳
- 養父：建部光成 - のち離縁
- 正室：建部光成の養女 - 河野通房の娘
  - 長男：建部政民（1698年 - 1779年）
  - 三男：九鬼隆寛（1700年 - 1786年） - 九鬼隆直の養子
- 生母不明の子女
  - 六男：建部光之
  - 十一男：有馬光隆 - 有馬氏久の養子